# Бартошевский, Иван
Иван (Иоанн) Бартошевский (18 января 1852, Львов — 13 декабря 1920, Львов) — украинский священник и религиозный деятель, богослов, писатель, педагог, профессор Львовского университета, редактор журнал «Русский Сіонъ».

В Галиции Иван Бартошевский был известным автором богословских, гомилетических и педагогических трудов, стал первым преподавателем Львовского университета, которому удалось создать авторское учебное пособие по педагогике. Бартошевский был ярким представителем религиозного течения украинской национальной педагогики. Ранние произведения писал т.н. язычием, постепенно переходя на украинский язык.

## Биография
Родился 18 января 1852 года ов Львове в семье Григория и Марии Бартошевских.
Среднее образование получил в одной из львовских гимназии. Окончил греко-католическую духовную семинарию в Вене «Барбареум, где в 1879 году получил ученое звание доктора теологии. В этом же году вернулся во Львов и приступил к преподавательской деятельности в Львовского университета.
Преподавал пасторальное богословие и педагогику на теологическом факультете на украинском языке.
В 1918 году на знак протеста против полонизации Львовского университета оставил преподавательскую деятельность.
Умер 13 декабря 1920 году во Львове.
Похоронен на Лычаковском кладбище, поле 51.

## Церковная и религиозно-просветительская деятельность

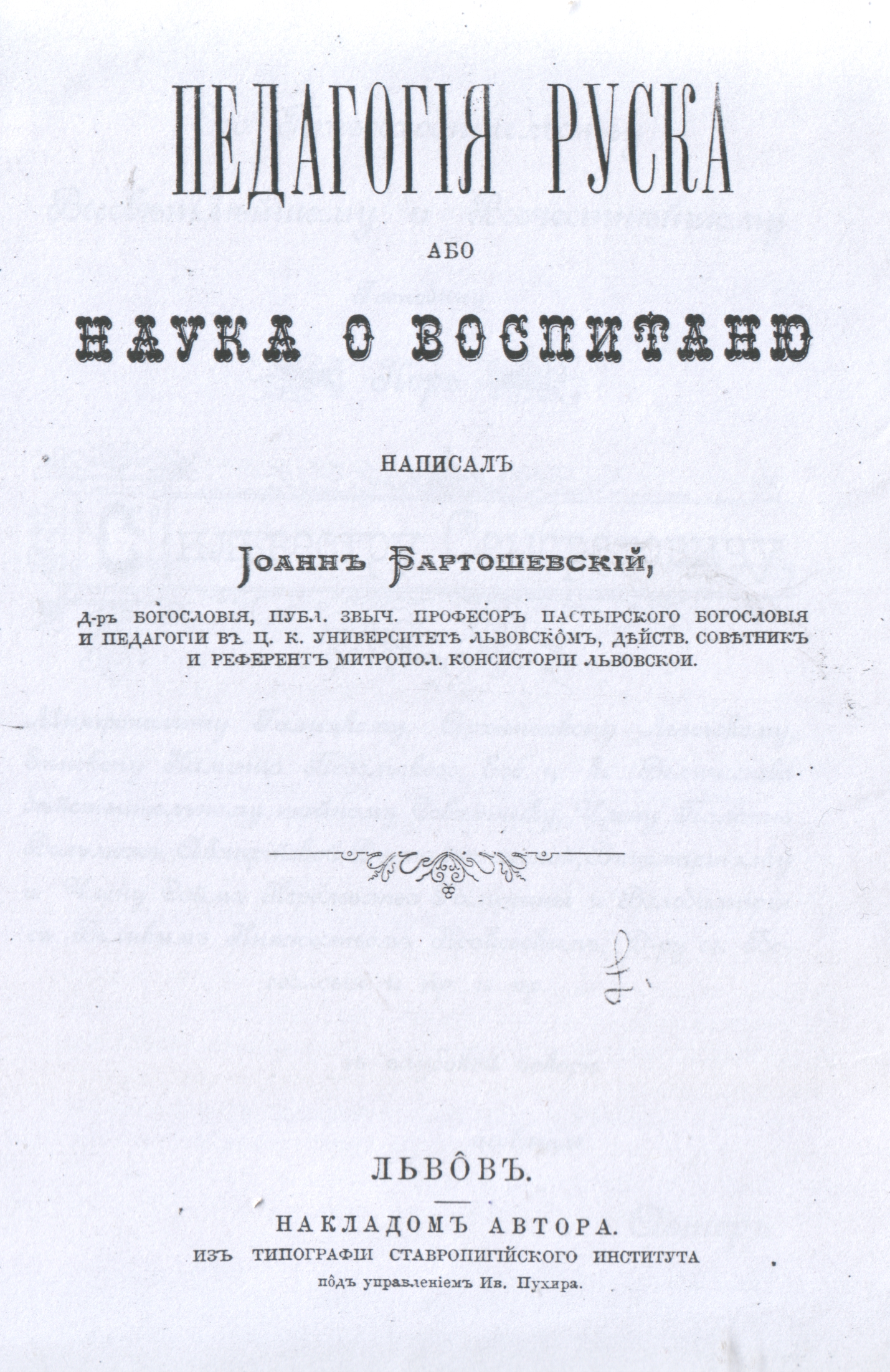
Педагогии руска или Наука о воспитанию. 1891.

- 1875 — священник греко-католической церкви.
- 1891 — действительный советник и референт греко-католической Митрополичьей Консистории
- 1895 — почётный каноник греко-католической Митрополичьей Капитулы
- 1897 — советник Митрополичьего суда по брачным делам и инстанционного суда
- 1872—1880 — председатель редколлегии церковного журнал «Русский Сіонъ».
- 1887—1898 — член редколлегии церковного журнала «Душпастырь» (Орган Общества св. Апостола Павла)
- 1893 — заместитель председателя Общества св. Апостола Павла

## Преподавательская карьера
Преподавал на теологическом факультете Львовского университета
- 1879 — Адъюнкт
- 1881 — доцент пасторальной теологии
- 1884 — чрезвычайный профессор пасторальной теологии
- 1885 — обычный профессор пасторальной теологии
- 1890 — обычный профессор педагогики
- В 1888/1889 и 1889/1890 годах избирался деканом теологического факультета
- В 1889/1890, 1890/1891,1891/1892,1894/1895,1895/1896 и 1896/1897 — продеканом теологического факультета
- С 1905 года руководил гомилетическим семинаром для студентов теологического факультета греко-католического вероисповедания.

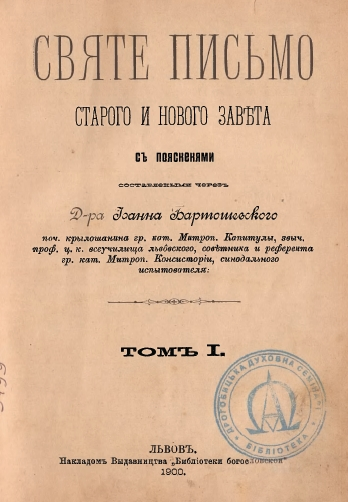
Священное Писание Ветхого и Нового Завета съ поясненями. T. I. 1900.

## Работы
- Воскресные проповеди. Львов, 1897.
- Страстные проповеди и воскресные. Львов, 1891.
- Педагогии руска или Наука о воспитаню. Львов, 1891.
- Похоронные проповеди. Львов, 1899.
- Проповеди праздничные для сельского народа. Львов, 1901.
- Пасторальная теология. Львов, 1902.
- Священное Писание Ветхого и Нового Завета съ поясненями. Львов, т. И–VII, 1900–1908.
- Христианско-католическая педагогии или наука о вихованю. Львов, 1909.
- "Статьи на богословские темы в украинских церковных журналах."

## Личная жизнь
Внебрачным сыном Ивана Бартошевского и Юлии Парандовской был выдающийся польский эссеист Ян Парандовский. Этот факт установила и обнародовала в своей книге «Кто ты есть. Начало семейной саги» (2014) внучка Я. Парандовского, известная польская актриса Иоанна Щепковская.